# Ovidiu Ioan Silaghi

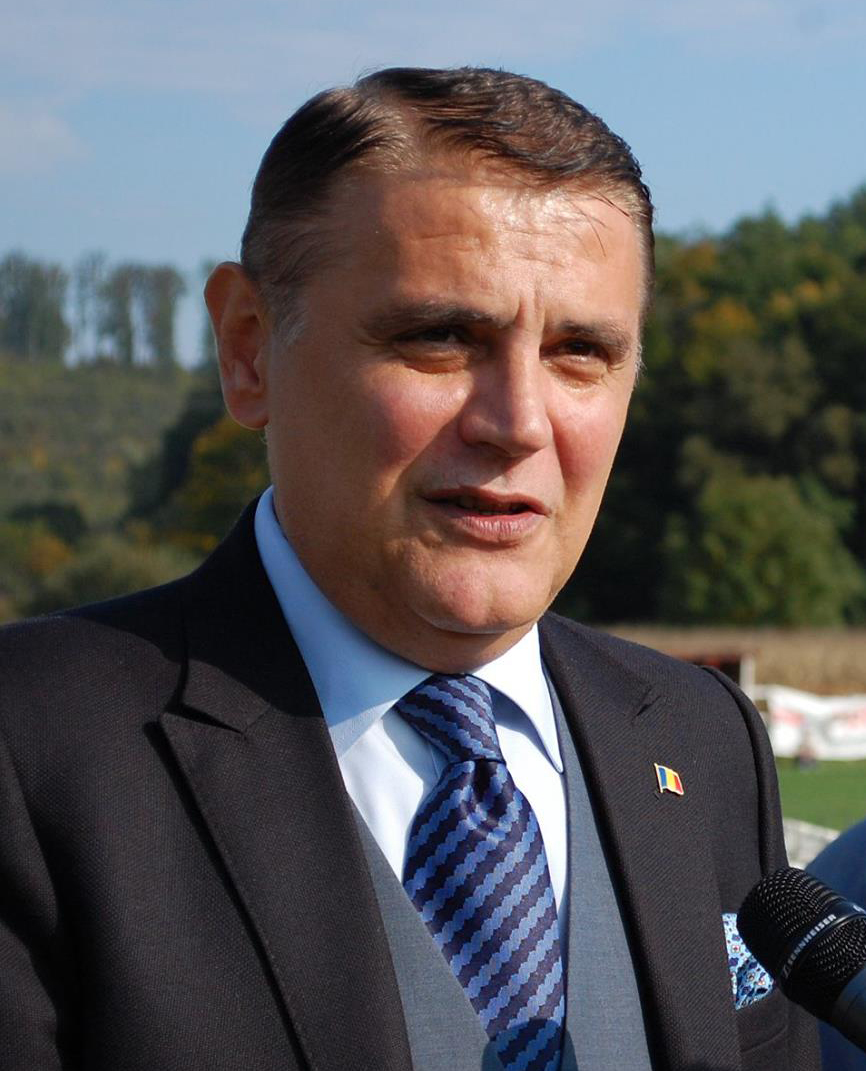
Ovidiu Ioan Silaghi (2015)

Ovidiu Ioan Silaghi (* 12. Dezember 1962 in Satu Mare, Kreis Satu Mare) ist ein rumänischer Politiker. Silaghi ist Mitglied der Partidul Național Liberal.
Im Zuge der Aufnahme Rumäniens in die Europäische Union gehörte er vom 1. Januar bis zum 2. April 2007 dem Europäischen Parlament an und war dort Mitglied in der Fraktion der Allianz der Liberalen und Demokraten für Europa.
Am 5. April 2007 wurde er wie Adrian Cioroianu Minister für kleine und mittlere Unternehmen, Handel, Tourismus und freie Berufe im neuen Kabinett von Premierminister Tăriceanu. Cristian Silviu Bușoi und Horia-Victor Toma rückten für Cioroianu und Silaghi in das Europäische Parlament nach. Mit dem Ende des Kabinetts Tăriceanu II schied er am 22. Dezember 2008 aus dem Ministeramt aus.
Am 7. Mai bis zum 21. Dezember 2012 war Ovidiu Ioan Silaghi Minister für Verkehr und Infrastruktur im Kabinett Ponta I.
Am 4. September 2013 rückte Silaghi wieder ins Europäische Parlament nach. Kurz vor Ende der Wahlperiode schied er am 10. Juni 2014 wieder aus.